# Aquostic – Stripped Bare
Aquostic – Stripped Bare ist das 2014 veröffentlichte 31. Studioalbum der britischen Rockband Status Quo. Es ist das erste komplett akustische Album der Band.

## Produktion
Das Album wurde mit Produzent Mike Paxman eingespielt. Das Album ist das erste Akustikalbum der Band, es folgte 2016 Aquostic II – That’s a Fact! Es werden meist ältere Status-Quo-Songs akustisch gespielt, teils in speziellen (Re-)Arrangements. Dabei werden weiblicher Hintergrundgesang und teils klassische Instrumente verwendet. Amy Smith ist als Hintergrundsängerin zu hören. Das Coverbild stammt von Bryan Adams. "We did an album of our old songs," sagte Francis Rossi "posed nude on the cover, got Bryan Adams to shoot it… Why do you do it? Because it made everyone talk about it… All those songs were written acoustically. It would be great to have new stuff out. But if you and I were the record company, and the manager comes to us and says, 'They want to write a whole new album of acoustic stuff,' they'd say, 'Fuck off, give us the hits.'"

## Titelliste
| No. | Titel                        | Autor(en)                                      | Originalalbum                                                  | Länge |
| --- | ---------------------------- | ---------------------------------------------- | -------------------------------------------------------------- | ----- |
| 1.  | "Pictures of Matchstick Men" | Francis Rossi                                  | Picturesque Matchstickable Messages from the Status Quo (1968) | 3:37  |
| 2.  | "Down the Dustpipe"          | Carl Groszman                                  | Single (1970)                                                  | 2:41  |
| 3.  | "Na Na Na"                   | Rossi, Bob Young                               | Dog of Two Head (1971)                                         | 2:55  |
| 4.  | "Paper Plane"                | Rossi, Young                                   | Piledriver (1972)                                              | 3:38  |
| 5.  | "All the Reasons"            | Rick Parfitt, Alan Lancaster                   | Piledriver (1972)                                              | 3:08  |
| 6.  | "Reason for Living"          | Rossi, Parfitt                                 | Hello! (1973)                                                  | 3:21  |
| 7.  | "And It’s Better Now"        | Rossi, Young                                   | Hello! (1973)                                                  | 3:41  |
| 8.  | "Caroline"                   | Rossi, Young                                   | Hello! (1973)                                                  | 3:13  |
| 9.  | "Softer Ride"                | Parfitt, Lancaster                             | Hello! (1973)                                                  | 2:57  |
| 10. | "Claudie"                    | Rossi, Young                                   | Hello! (1973)                                                  | 3:58  |
| 11. | "Break the Rules"            | Rossi, Parfitt, Lancaster, John Coghlan, Young | Quo (1974)                                                     | 3:09  |
| 12. | "Down Down"                  | Rossi, Young                                   | On the Level (1975)                                            | 2:36  |
| 13. | "Mystery Song"               | Parfitt, Young                                 | Blue for You (1976)                                            | 2:34  |
| 14. | "Little Lady"                | Parfitt                                        | On the Level (1975)                                            | 1:52  |
| 15. | "Rain"                       | Parfitt                                        | Blue for You (1976)                                            | 3:56  |
| 16. | "Rockin’ All Over the World" | John Fogerty                                   | Rockin' All Over the World (1977)                              | 2:40  |
| 17. | "Again and Again"            | Parfitt, Andy Bown, Jackie Lynton              | If You Can't Stand the Heat... (1978)                          | 3:20  |
| 18. | "Whatever You Want"          | Parfitt, Bown                                  | Whatever You Want (1979)                                       | 3:25  |
| 19. | "What You’re Proposing"      | Rossi, Bernie Frost                            | Just Supposin’ (1980)                                          | 2:04  |
| 20. | "Rock ’n’ Roll"              | Rossi, Frost                                   | Just Supposin’ (1980)                                          | 2:43  |
| 21. | "Don’t Drive My Car"         | Parfitt, Bown                                  | Just Supposin’ (1980)                                          | 3:10  |
| 22. | "Marguerita Time"            | Rossi, Frost                                   | Back to Back (1983)                                            | 3:20  |
| 23. | "Rollin’ Home"               | John David                                     | In the Army Now (1986)                                         | 4:05  |
| 24. | "Burning Bridges"            | Rossi, Bown                                    | Ain’t Complaining (1988)                                       | 3:45  |
| 25. | "Rock ’til You Drop"         | Bown                                           | Rock ’til You Drop (1991)                                      | 2:48  |

Titel 13, 14 und 23 sind Bonustitel. 13 und 14 sind ausschließlich auf der Media Markt/Saturn exklusiven CD erhältlich, 23 nur auf den digitalen Plattformen.

## Rezension
Terry Staunton schrieb in Classic Rock: A few stick-in-the-muds may cry “Sacrilege!” But for the rest of us the omission of cables, dials and switches makes for a pleasing diversion, and Quo should be celebrated for pressing the ‘refresh’ button.